# 台湾民主自治同盟上海市委员会
台湾民主自治同盟上海市委员会，简称台盟上海市委、上海台盟，是台湾民主自治同盟在上海市的地方组织。